# Arrondissement du Rheingau
L'arrondissement du Rheingau est un arrondissement de Hesse jusqu'au 31 décembre 1976. Il est fondé le 22 février 1867 dans le district de Wiesbaden dans la province prussienne de Hesse-Nassau. Le siège de l'arrondissement est Rüdesheim am Rhein.

## Géographie

### Situation
L'arrondissement du Rheingau s'étend à l'origine sur la région de la rive droite du Rhin entre Wiesbaden et Oberlahnstein. Après la réforme des arrondissements de 1886, la limite de l'arrondissement s'étend au sud le long du chenal du Rhin de Wiesbaden via le coude du Rhin au Binger Loch jusqu'à Lorchhausen et de là à travers le Taunus, y compris Ransel, Wollmerschied et Espenschied et la forêt de l'arrière-pays (de) à au nord jusqu'à Hof Mappen, puis sur les hauteurs des collines du Rheingau (de) jusqu'à la vallée de la Walluf (de), où il rejoint à nouveau la limite de la ville de Wiesbaden.
La frontière terrestre de l'arrondissement du Rheingau suit essentiellement le cours du Rheingauer Gebück (de), qui assure la protection du Rheingau en tant que landwehr à l'époque de l'électorat de Mayence au Moyen Âge.

### Arrondissements voisins
L'arrondissement borde fin 1976, en commençant au nord-ouest dans le sens des aiguilles d'une montre, avec l'arrondissement du Bas-Taunus (de) et la ville indépendante de Wiesbaden en Hesse, ainsi qu'avec le arrondissement de Mayence-Bingen et l'arrondissement de Rhin-Lahn en Rhénanie-Palatinat.

## Histoire

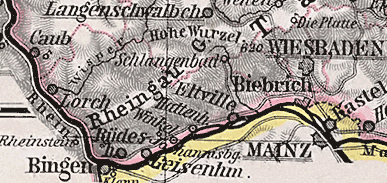
Section de carte avec l'arrondissement de Rheingau (1905)

Après l'occupation du duché de Nassau par la Prusse pendant la guerre austro-prussienne (juillet 1866, annonce de l'annexion le 4 août), le nouveau district de Wiesbaden (composé de Nassau et de la ville libre de Francfort, également incorporée, ainsi que de certaines zones de Hesse-Darmstadt) est divisé en 12 arrondissements. Les anciens bureaux nassauviens de Rüdesheim (de), Eltville (de), Saint-Goarshausen (de) et Braubach (de) forment l'arrondissement de Rheingau. Le siège de l'arrondissement est Rüdesheim am Rhein, qui est situé au centre de l'arrondissement.
Le 1er avril 1886, le nouveau règlement d'arrondissement de la province de Hesse-Nassau est entré en vigueur. De nouveaux arrondissements plus petits sont créés. L'arrondissement de Rheingau est également divisé :
- Les bureaux de Rüdesheim et Eltville sont restés avec l'arrondissement de Rheingau ; Rüdesheim reste chef-lieu de l'arrondissement
- Les bureaux de Saint-Goarshausen et Braubach forment le nouveau arrondissement de Saint-Goarshausen avec la partie ouest du bureau de Nastätten (anciennement arrondissement de la Basse-Lahn)[3].

À l'intérieur de ces limites, l'arrondissement de Rheingau est identique au Rheingau à l'époque de l'électorat de Mayence et a une superficie de 274,67 km². Dans la période qui suit, il n'y a qu'un léger changement dans le statut territorial, apparemment en relation avec la fusion de Schlangenbad et Georgenborn en 1939. Jusque-là, la limite de l'arrondissement longe le Warmer Bach jusqu'au Walluf et donc jusqu'à l'emplacement actuel de Schlangenbad. Afin de créer une zone communale contiguë avec Georgenborn, il a fallu séparer une bande au nord-est du quartier de Rauenthal et la céder à Schlangenbad. Depuis lors, la superficie de l'arrondissement de Rheingau passe à 272 km².
Pendant la dictature nazie, l'Office national de la santé de Rüdesheim, et en particulier son directeur, militent pour la stérilisation forcée des malades mentaux et des homosexuels. En 1935, le bureau de protection de la jeunesse du district force les bâtards rhénans à être stérilisés. 
Après l'incorporation d'Eibingen à Rüdesheim en 1939, l'arrondissement du Rheingau comprend 24 communes, dont les quatre villes d'Eltville, Geisenheim, Lorch et Rüdesheim.
Après la Seconde Guerre mondiale, l'arrondissement du Rheingau est la pointe la plus à l'ouest de la zone d'occupation américaine, restant dans le district de Wiesbaden et faisant ainsi partie de l'état de Hesse. Dans le cadre de la réforme territoriale en Hesse, le nombre de communes de l'arrondissement est réduit à 16 à la fin de 1976 grâce à une série de fusions. 
Après 110 ans d'existence, l'arrondissement du Rheingau perd son indépendance et est fusionné le 1er janvier 1977 avec l'arrondissement du Bas-Taunus pour former l'arrondissement de Rheingau-Taunus. Le siège de l'ancien arrondissement du Bas-Taunus Bad Schwalbach devient le siège du nouveau arrondissement en raison de sa situation centrale dans l'arrondissement. Dans le même temps, le 1er janvier 1977, d'autres communes fusionnent également.

### Évolution de la démographie
La réforme prussienne de l'arrondissement de 1886 réduit considérablement la taille de l'arrondissement du Rheingau.
| Année | Habitants | Source |
| ----- | --------- | ------ |
| 1871  | 55 951    | [ 5 ]  |
|       |           |        |
| 1900  | 36 691    | [ 6 ]  |
| 1910  | 39 428    | [ 6 ]  |
| 1925  | 39 673    | [ 6 ]  |
| 1933  | 41 516    | [ 6 ]  |
| 1939  | 40 697    | [ 6 ]  |
| 1950  | 56 223    | [ 6 ]  |
| 1960  | 58 100    | [ 6 ]  |
| 1970  | 61 200    | [ 7 ]  |
| 1976  | 61 100    | [ 8 ]  |

## Politique

### Administrateurs de l'arrondissement
1867-1884 : Anton Fonck (de)
1884-1891 : Kurt von Dewitz
1891-1920 : Alfred Wagner (de)
1920-1933 : Julius Mülhens (de)
1933-1937 : Josef Kremmer (de)
1937-1945 : Otto Thöne (de)
1945 : –9999 Leopold Bausinger (de)
1945-1946 : Peter Paul Nahm (de)
1946-1950 : Hans Wagner (de)
1950-1965 : Leopold Bausinger
1965-1976 : Klaus Dinse (de)

### Blason
En décembre 1950, le ministère d'État de Hesse accorde à l'arrondissement du Rheingau le droit d'utiliser des armoiries. 

## Communes
La liste suivante contient toutes les communes qui appartenaient à l'arrondissement du Rheingau après 1886, ainsi que les dates de toutes les incorporations.  
| Commune                   | incorporé après    | date de l'incorporation |
| ------------------------- | ------------------ | ----------------------- |
| Assmannshausen            | Rüdesheim am Rhein | 1er janvier 1977        |
| Aulhausen                 | Assmannshausen     | 1er octobre 1970        |
| Eibingen                  | Rüdesheim am Rhein | 1er avril 1939          |
| Eltville, ville           |                    |                         |
| Erbach                    | Eltville am Rhein  | 1er janvier 1977        |
| Espenschied               | Lorch              | 1er janvier 1977        |
| Geisenheim, ville         |                    |                         |
| Hallgarten                | Oestrich-Winkel    | 1er janvier 1977        |
| Hattenheim                | Eltville           | 1er juillet 1972        |
| Johannisberg              | Geisenheim         | 31 décembre 1971        |
| Kiedrich                  |                    |                         |
| Lorch, ville              |                    |                         |
| Lorchhausen               | Lorch              | 1er octobre 1971        |
| Martinsthal               | Eltville           | 1er janvier 1977        |
| Mittelheim                | Oestrich-Winkel    | 1er juillet 1972        |
| Niederwalluf              | Walluf             | 1er octobre 1971        |
| Oberwalluf                | Walluf             | 1er octobre 1971        |
| Oestrich                  | Oestrich-Winkel    | 1er juillet 1972        |
| Oestrich-Winkel           |                    |                         |
| Presberg                  | Rüdesheim am Rhein | 1er janvier 1977        |
| Ransel                    | Lorch              | 1er janvier 1977        |
| Rauenthal                 | Eltville           | 1er janvier 1977        |
| Rüdesheim am Rhein, ville |                    |                         |
| Stephanshausen            | Geisenheim         | 1er janvier 1977        |
| Walluf                    |                    |                         |
| Winkel                    | Oestrich-Winkel    | 1er juillet 1972        |
| Wollmerschied             | Lorch              | 1er janvier 1977        |

## Plaque d'immatriculation
Le 1er juillet 1956, lors de l'introduction des plaques d'immatriculation encore en vigueur aujourd'hui, le signe distinctif RÜD estattribué à l'arrondissement. Il est dérivé de l'ancien chef-lieu de l'arrondissement Rüdesheim am Rhein. Il est toujours utilisé aujourd'hui dans l'arrondissement de Rheingau-Taunus.
Depuis l'été 2013, les conducteurs de l'arrondissement de Rheingau-Taunus peuvent choisir entre une plaque d'immatriculation avec RÜD ou SWA.